# Fumiko Okuno
Fumiko Okuno (Kyoto, 14 de abril de 1972) é uma ex-nadadora sincronizada japonesa, medalhista olímpica.

## Carreira
Fumiko Okuno representou seu país nos Jogos Olímpicos de 1992, ganhando a medalha de bronze no solo e no dueto. 
Fumiko Okuno é casada com o medalhista olímpico do atletismo Nobuharu Asahara.